# Чепа (село)
Че́па (укр. Чепа) — село в Пийтерфолвовской общине Закарпатской области Украины.
Население по переписи 2001 года составляло 1943 человека. Почтовый индекс — 90361. Телефонный код — 03143. Занимает площадь 4,426 км². Код КОАТУУ — 2121285901.

## Местный совет
90361, с. Чепа, вул. Фогороші, 33